# Gålnåsjávre
Gålnåsjávre är minst två sjöar i Skellefteälvens avrinningsområde i Arjeplogs kommun i Lappland, Sverige:
- Gålnåsjaureh (Arjeplogs socken, Lappland), sjö i Arjeplogs kommun, 66°25′42″N 16°28′48″Ö / 66.4283°N 16.48°Ö (29,8 ha)
- Gålnåsjaureh, Lappland, sjö i Arjeplogs kommun, 66°25′41″N 16°27′03″Ö / 66.4281°N 16.4509°Ö (18,8 ha)